# سيريل نزاما
لاعب نادى كايزر تشيفز الجنوب افريقى فاز مع فريقة ببطولة أفريقيا للأندية ابطال الكأس 2001 واحز هدف التعادل امام الأهلى المصري قي مباراة السوبر الأفريقية 2002.والتي انتهت بفوز ساحق للأهلى 4/1.

## وصلات خارجية
- سيريل نزاما على موقع الاتحاد الدولي (مؤرشف)  (الإنجليزية)
- سيريل نزاما على موقع قاعدة بيانات كرة القدم.إي يو (الإنجليزية)
- سيريل نزاما على موقع ناشيونال فوتبول تيمز (الإنجليزية)
- سيريل نزاما على موقع عالم كرة القدم.نت (الإنجليزية)